# Dogmatiek
De dogmatiek  is een deelgebied van de theologie. Volgens de definitie van Hendrikus Berkhof is de dogmatiek de doordenking van de inhoud van de relatie die God in Christus met ons heeft gelegd, het is de doordenking van het heil dat volgens de christelijke kerk in Christus wordt gegeven. De Gereformeerde Dogmatiek is alleen gegrond op de Bijbel, de Rooms-Katholieke dogmatiek ook op historische overlevering en traditie. De begrippen in de dogmatiek hebben een kerkelijke definitie en hebben goedkeuring verkregen. 
Het woord dogma is een Grieks woord, δόγμα. Het betekent dat wat iemand als juist voorkomt. Dogma ging in de Kerk al snel de ware leer betekenen. In de vroege Kerk werden uitspraken gedaan die de ware leer tegen dwalingen vastlegden. De Dogmatiek wordt soms aan de systematische theologie gelijkgesteld.
De systematische theologie heeft een breder bereik dan de dogmatiek en ordent alle religieuze opvattingen in een samenhangend geheel. De systematische theologie houdt zich vooral bezig met christelijke beweringen over de werkelijkheid in het algemeen. Hoewel er dus een verschil tussen de dogmatiek en de systematische theologie, worden deze nog wel eens aan elkaar gelijkgesteld.

## Definities
Het woord dogmatiek wordt gebruikt om het denken te omschrijven die de leer van de Kerk probeert door te lichten. Er zijn verschillende definities voor dogmatiek. Enkele belangrijke ervan zijn de volgenden van:
- Thomas van Aquino 1225-1274 omschreef dogmatiek als de leer aangaande God, en aangaande de schepselen voor zover zij betrokken worden op God als op hun begin of doel.[3]

- Herman Bavinck 1854-1921 omschreef dogmatiek als: "de kennisse Gods ... welke Hij aangaande zichzelf en aangaande alle schepselen als staande in relatie tot Hem in Zijn Woord aan de Kerk heeft geopenbaard".[4]

- Karl Barth 1886-1968 typeert in zijn Kirchliche Dogmatik dogmatiek als volgt: Dogmatik ist als theologische Disziplin die wissenschaftliche Selbstprüfung der christlichen Kirche hinsichtlich des Inhalts der ihr eigentümlichen Rede von Gott.[5]

- Hendrikus Berkhof 1914-1995 omschrijft de dogmatiek als de systematische doordenking van de inhoud der relatie die God in Christus met ons heeft gelegd.[1]